# Kriegsmarinewerft
Kriegsmarinewerft Wilhelmshaven fue un astillero naval de Wilhelmshaven, Alemania, entre 1918 y 1945 gracias a que la Kriegsmarine tenía una importante base naval allí.
Fue fundada en los terrenos de Kaiserliche Werft Wilhelmshaven  bajo el nombre de Reichsmarinewerft Wilhelmshaven. En 1935 cambió el nombre de la marina de guerra alemana de Reichsmarine a Kriegsmarine, con lo que el nombre de los astilleros cambió también.
En 1945 una vez terminada la guerra fue destruido por las tropas de ocupación inglesas.

## Curiosidades
En el juego Hearts of Iron 2 la Kriegsmarinewerft aparece como uno de los equipos de investigación de Alemania.